# 2. Tennis-Bundesliga (Damen) 2018
Die 2. Tennis-Bundesliga der Damen wurde 2018 zum 20. Mal ausgetragen.
Die Spiele fanden im Zeitraum vom 10. Mai bis 24. Juni 2017 statt.
Die Mannschaften des TC Bredeney Essen im Norden sowie des TC Bad Vilbel im Süden wurden Meister und stiegen somit in die 1. Tennis-Bundesliga der Damen auf. Die Teams der Vereine LTTC Rot-Weiß Berlin, Großflottbeker THGC, TC Großhesselohe und TC BW Vaihingen-Rohr beendeten die Saison auf den jeweils zwei letzten Plätzen ihrer jeweiligen Staffel und stiegen in die jeweilige Regionalliga ab.

## Spieltage und Mannschaften
| Spieltage                                                                            |
| ------------------------------------------------------------------------------------ |
| 1. Spieltag: Do., 10. Mai 2018, 11:00 Uhr                                            |
| 2. Spieltag: So., 13. Mai 2018, 11:00 Uhr                                            |
| 3. Spieltag: Nord: Sa., 19. Mai 2018, 12:00 Uhr, Süd: Fr., 18. Mai 2018, 13:00 Uhr   |
| 4. Spieltag: Nord: Mo., 21. Mai 2018, 11:00 Uhr, Süd: So., 20. Mai 2018, 11:00 Uhr   |
| 5. Spieltag: Nord: Fr., 8. Juni 2018, 13:00 Uhr, Süd: So., 10. Juni 2018, 11:00 Uhr  |
| 6. Spieltag: Nord: So., 10. Juni 2018, 11:00 Uhr, Süd: So., 17. Juni 2018, 11:00 Uhr |
| 7. Spieltag: Nord: So., 17. Juni 2018, 11:00 Uhr, Süd: So., 24. Juni 2018, 11:00 Uhr |

| Mannschaften 2. BL Nord   |
| ------------------------- |
| TC Bredeney (N)           |
| Marienburger SC           |
| LTTC Rot-Weiß Berlin      |
| RTHC Bayer Leverkusen (N) |
| TC Blau-Weiss Berlin (A)  |
| TC Union Münster          |
| Großflottbeker THGC (N)   |

| Mannschaften 2. BL Süd      |
| --------------------------- |
| TC Bad Vilbel (N)           |
| TC BW Dresden-Blasewitz     |
| MTTC Iphitos (N)            |
| TC Großhesselohe            |
| GW Luitpoldpark München     |
| TSC Mainz (N)               |
| TC Blau-Weiß Vaihingen-Rohr |

## 2. Tennis-Bundesliga Nord

### Abschlusstabelle
|     | Mannschaft                | Begegnungen | Punkte | Matches | Sätze  | Spiele  |
| --- | ------------------------- | ----------- | ------ | ------- | ------ | ------- |
| 01. | TC Bredeney (N)           | 6           | 12:00  | 45:9    | 95:27  | 607:358 |
| 02. | TC Blau-Weiss Berlin (A)  | 6           | 10:02  | 38:16   | 78:38  | 528:375 |
| 03. | Marienburger SC           | 6           | 06:06  | 32:22   | 74:51  | 535:456 |
| 04. | TC Union Münster          | 6           | 06:06  | 23:31   | 56:75  | 473:544 |
| 05. | RTHC Bayer Leverkusen (N) | 6           | 04:08  | 23:31   | 54:70  | 488:531 |
| 06. | LTTC Rot-Weiß Berlin      | 6           | 04:08  | 22:32   | 56:70  | 486:528 |
| 07. | Großflottbeker THGC (N)   | 6           | 00:12  | 6:48    | 19:101 | 295:620 |

### Mannschaftskader
| Pos. | Name                   |
| ---- | ---------------------- |
| 001  | Kaia Kanepi            |
| 002  | Bernarda Pera          |
| 003  | Zoe Hives              |
| 004  | Lidsija Marosawa       |
| 005  | Arantxa Parra Santonja |
| 006  | Sarah Gronert          |
| 007  | Carolin Daniels        |
| 008  | Stephanie Vogt         |
| 009  | Dana Kremer            |
| 010  | Ana Vrljić             |
| 011  | Sofie Oyen             |
| 012  | Dinah Pfizenmaier      |
| 013  | Nicola Geuer           |
| 014  | Mina Hodzic            |
| 015  | Michelé Erkens         |
| 016  |                        |

| Pos. | Name                    |
| ---- | ----------------------- |
| 001  | Diāna Marcinkēviča      |
| 002  | Marina Melnikova        |
| 003  | Vivian Heisen           |
| 004  | Sinéad Lohan            |
| 005  | Anna Klasen             |
| 006  | Catherine Chantraine    |
| 007  | Charlotte Klasen        |
| 008  | Pia König               |
| 009  | Stephanie Wagner        |
| 010  | Vanessa Reinicke        |
| 011  | Vivien Sandberg         |
| 012  | Kim Johanna Bohlen      |
| 013  | Luca Bohlen             |
| 014  | Syna Goellner-Schreiber |
| 015  | Marie Gervelis          |
| 016  | Květa Peschke           |

| Pos. | Name                      |
| ---- | ------------------------- |
| 001  | Maryna Zanevska           |
| 002  | Chantal Škamlová          |
| 003  | Valeria Savinykh          |
| 004  | Alizé Lim                 |
| 005  | Nicoleta-Cătălina Dascălu |
| 006  | Panna Udvardy             |
| 007  | Marine Partaud            |
| 008  | Lisa Ponomar              |
| 009  | Paula Kania               |
| 010  | Katharina Hering          |
| 011  | Mia Eklund                |
| 012  | Katharina Lehnert         |
| 013  | Julia Victoria Rennert    |
| 014  | Frauke Eppert             |
| 015  | Anja Schmidt              |
| 016  | Katja Kamecke             |

| Pos. | Name                |
| ---- | ------------------- |
| 001  | Tamara Zidanšek     |
| 002  | Chanel Simmonds     |
| 003  | Julia Wachaczyk     |
| 004  | Melanie Klaffner    |
| 005  | Franziska Etzel     |
| 006  | Manon Kruse         |
| 007  | Ria Dörnemann       |
| 008  | Anastazja Rosnowska |
| 009  | Andrea Böckmann     |
| 010  | Tina Kötter         |
| 011  | Deborah Döring      |
| 012  | Jana Albers         |
| 013  | Jana Hückinghaus    |
| 014  | Pia Ziegler         |
| 015  | Margarete Pelster   |
| 016  | Emily Hodges        |

| Pos. | Name               |
| ---- | ------------------ |
| 001  | Bibiane Schoofs    |
| 002  | Romy Kölzer        |
| 003  | Katharina Rath     |
| 004  | Arlinda Rushiti    |
| 005  | Janneke Wikkerink  |
| 006  | Alina Wessel       |
| 007  | Hanna Sohn         |
| 008  | Stefanie Weinstein |
| 009  | Emmeline Polevoi   |
| 010  | Caroline Wegner    |
| 011  | Anastasia Simonov  |
| 012  | Sara Akguen        |
| 013  | Marie Coenen       |
| 014  |                    |
| 015  |                    |
| 016  |                    |

| Pos. | Name                     |
| ---- | ------------------------ |
| 001  | Tadeja Majerič           |
| 002  | Nastja Kolar             |
| 003  | Anica Stabel             |
| 004  | Mira Antonitsch          |
| 005  | Santa Strombach          |
| 006  | Ana Savić                |
| 007  | Maša Zec Peškirič        |
| 008  | Stefania Rogozińska Dzik |
| 009  | Adelina Krüger           |
| 010  | Nadja Lask               |
| 011  | Emma Gevorgyan           |
| 012  | Camille Gbaguidi         |
| 013  | Jenny Trettin            |
| 014  | Lorene Foerste           |
| 015  |                          |
| 016  |                          |

| Pos. | Name                 |
| ---- | -------------------- |
| 001  | Albina Xabibulina    |
| 002  | Alicia Melosch       |
| 003  | Ingrid Radu          |
| 004  | Elisa Scholz         |
| 005  | Anna Barbara Janovic |
| 006  | Vivienne Kulicke     |
| 007  | Pia Spanger          |
| 008  | Melanie Girke        |
| 009  | Alexandra Recio      |
| 010  | Annkatrin Kruhl      |
| 011  | Jessica Girke        |
| 012  | Tanja Braun          |
| 013  | Lea-Sophie Golmann   |
| 014  | Regina Melosch       |
| 015  |                      |
| 016  |                      |

### Ergebnisse
| Datum/Uhrzeit       | Heimmannschaft                  | Gastmannschaft                  | Matches | Sätze | Spiele |
| ------------------- | ------------------------------- | ------------------------------- | ------- | ----- | ------ |
| Do., 10. Mai 11:00  | Marienburger SC                 | Tennisclub Bredeney e. V. Essen | 02:07   | 06:16 | 73:106 |
| Do., 10. Mai 11:00  | TC 1899 Blau-Weiss Berlin       | RTHC Bayer Leverkusen           | 08:01   | 16:03 | 101:48 |
| Do., 10. Mai 11:00  | TC Union Münster 1              | LTTC RW Berlin                  | 05:04   | 12:12 | 91:93  |
| Do., 10. Mai 11:00  | Großflottbeker THGC             | spielfrei                       |         |       |        |
| So., 13. Mai 11:00  | Tennisclub Bredeney e. V. Essen | Großflottbeker THGC             | 08:01   | 17:03 | 103:44 |
| So., 13. Mai 11:00  | RTHC Bayer Leverkusen           | Marienburger SC                 | 05:04   | 11:12 | 84:97  |
| So., 13. Mai 11:00  | TC 1899 Blau-Weiss Berlin       | TC Union Münster 1              | 08:01   | 17:04 | 108:56 |
| So., 13. Mai 11:00  | LTTC RW Berlin                  | spielfrei                       |         |       |        |
| Sa., 19. Mai 12:00  | LTTC RW Berlin                  | Tennisclub Bredeney e. V. Essen | 00:09   | 02:18 | 55:107 |
| Sa., 19. Mai 12:00  | Marienburger SC                 | TC Union Münster 1              | 07:02   | 16:06 | 102:69 |
| Sa., 19. Mai 12:00  | Großflottbeker THGC             | TC 1899 Blau-Weiss Berlin       | 00:09   | 01:18 | 39:106 |
| Sa., 19. Mai 12:00  | RTHC Bayer Leverkusen           | spielfrei                       |         |       |        |
| Mo., 21. Mai 11:00  | TC Union Münster 1              | Tennisclub Bredeney e. V. Essen | 01:08   | 04:17 | 66:103 |
| Mo., 21. Mai 11:00  | Marienburger SC                 | Großflottbeker THGC             | 09:00   | 18:00 | 110:39 |
| Mo., 21. Mai 11:00  | RTHC Bayer Leverkusen           | LTTC RW Berlin                  | 03:06   | 08:14 | 86:97  |
| Mo., 21. Mai 11:00  | TC 1899 Blau-Weiss Berlin       | spielfrei                       |         |       |        |
| Fr., 8. Juni 13:00  | Großflottbeker THGC             | RTHC Bayer Leverkusen           | 01:08   | 03:17 | 56:107 |
| Fr., 8. Juni 13:00  | LTTC RW Berlin                  | Marienburger SC                 | 03:06   | 08:13 | 82:85  |
| Fr., 8. Juni 13:00  | Tennisclub Bredeney e. V. Essen | TC 1899 Blau-Weiss Berlin       | 07:02   | 15:05 | 98:49  |
| Fr., 8. Juni 13:00  | TC Union Münster 1              | spielfrei                       |         |       |        |
| So., 10. Juni 11:00 | TC 1899 Blau-Weiss Berlin       | Marienburger SC                 | 05:04   | 10:09 | 76:68  |
| So., 10. Juni 11:00 | RTHC Bayer Leverkusen           | TC Union Münster 1              | 03:06   | 08:13 | 92:90  |
| So., 10. Juni 11:00 | Großflottbeker THGC             | LTTC RW Berlin                  | 03:06   | 07:14 | 71:93  |
| So., 10. Juni 11:00 | Tennisclub Bredeney e. V. Essen | spielfrei                       |         |       |        |
| So., 17. Juni 11:00 | TC Union Münster 1              | Großflottbeker THGC             | 08:01   | 17:05 | 101:46 |
| So., 17. Juni 11:00 | LTTC RW Berlin                  | TC 1899 Blau-Weiss Berlin       | 03:06   | 06:12 | 66:88  |
| So., 17. Juni 11:00 | Tennisclub Bredeney e. V. Essen | RTHC Bayer Leverkusen           | 06:03   | 12:07 | 90:71  |
| So., 17. Juni 11:00 | Marienburger SC                 | spielfrei                       |         |       |        |

## 2. Tennis-Bundesliga Süd

### Abschlusstabelle
|     | Mannschaft                  | Begegnungen | Punkte | Matches | Sätze | Spiele  |
| --- | --------------------------- | ----------- | ------ | ------- | ----- | ------- |
| 01. | TC Bad Vilbel (N)           | 6           | 12:00  | 41:13   | 87:37 | 571:348 |
| 02. | TC BW Dresden-Blasewitz     | 6           | 06:06  | 28:26   | 63:58 | 469:439 |
| 03. | GW Luitpoldpark München     | 6           | 06:06  | 28:26   | 60:61 | 456:489 |
| 04. | TSC Mainz (N)               | 6           | 06:06  | 26:28   | 62:65 | 498:505 |
| 05. | MTTC Iphitos (N)            | 6           | 06:06  | 22:32   | 57:72 | 475:517 |
| 06. | TC Großhesselohe            | 6           | 04:08  | 25:29   | 53:61 | 420:478 |
| 07. | TC Blau-Weiß Vaihingen-Rohr | 6           | 02:10  | 19:35   | 45:73 | 404:517 |

### Mannschaftskader
| Pos. | Name                |
| ---- | ------------------- |
| 001  | Georgia Brescia     |
| 002  | Isabella Schinikowa |
| 003  | Naomi Cheong        |
| 004  | Jule Niemeier       |
| 005  | Julia Terziyska     |
| 006  | Miriam Siljic       |
| 007  | Ivana Lisjak        |
| 008  | Mara Guth           |
| 009  | Erika Drozd Pereira |
| 010  | Valentina Likic     |
| 011  | Zoe Schmidt         |
| 012  | Masha Vietmeier     |
| 013  | Emma Kette          |
| 014  | Laura Häger         |
| 015  | Chiara Knust        |
| 016  | Meret Wilde         |

| Pos. | Name                |
| ---- | ------------------- |
| 001  | Alexandra Cadanțu   |
| 002  | Tereza Smitková     |
| 003  | Petra Krejsová      |
| 004  | Miriam Kolodziejová |
| 005  | Lara Schmidt        |
| 006  | Ani Amiraghjan      |
| 007  | Zuzana Zálabská     |
| 008  | Emily Welker        |
| 009  | Estella Jäger       |
| 010  | Lina Lächler        |
| 011  | Nikola Horakova     |
| 012  | Marlene Herrmann    |
| 013  | Lina Kunert         |
| 014  | Julia Fischer       |
| 015  | Samanta Dornick     |
| 016  | Klara Schmitt       |

| Pos. | Name                  |
| ---- | --------------------- |
| 001  | Julia Grabher         |
| 002  | Sessil Karatantschewa |
| 003  | Anastasia Zarycká     |
| 004  | Dia Ewtimowa          |
| 005  | Julia Thiem           |
| 006  | Eva-Marie Voracek     |
| 007  | Ana Jovanović         |
| 008  | Nicole Gadient        |
| 009  | Eva-Maria Hoch        |
| 010  | Louisa Junghanns      |
| 011  | Verena Gantschnig     |
| 012  | Luzia Obermeier       |
| 013  | Oana Danescu          |
| 014  | Julia Rehberg         |
| 015  | Michaela Niedermeier  |
| 016  | Annika Pschorr        |

| Pos. | Name                  |
| ---- | --------------------- |
| 001  | Ekaterine Gorgodse    |
| 002  | Tamaryn Hendler       |
| 003  | Nina Alibalic         |
| 004  | Jelena Simić          |
| 005  | Mirjam Björklund      |
| 006  | Sinja Kraus           |
| 007  | Livia Kraus           |
| 008  | Paula Ormaechea       |
| 009  | Luna Meers            |
| 010  | Annalisa Schänzle     |
| 011  | Charlotte Jacob       |
| 012  | Hannah Müller         |
| 013  | Jeannette Fischer     |
| 014  | Paula Sophia Vradelis |
| 015  |                       |
| 016  |                       |

| Pos. | Name                  |
| ---- | --------------------- |
| 001  | Eliza Kostowa         |
| 002  | Anastasia Grymalska   |
| 003  | Martina Caregaro      |
| 004  | Anna-Giulia Remondina |
| 005  | Michele Zmau          |
| 006  | Dasha Ivanova         |
| 007  | Franziska König       |
| 008  | Jelena Stojanovic     |
| 009  | Luisa Marie Huber     |
| 010  | Anja Wildgruber       |
| 011  | Giorgia Testa         |
| 012  | Vroni Hinterseer      |
| 013  | Sabrina Jolk          |
| 014  | Luca Victoria Vocke   |
| 015  | Sophia Bergner        |
| 016  | Sarina Müller         |

| Pos. | Name                          |
| ---- | ----------------------------- |
| 001  | Walentina Jurjewna Iwachnenko |
| 002  | Jesika Malečková              |
| 003  | Jacqueline Cabaj Awad         |
| 004  | Fanny Östlund                 |
| 005  | Isabella Pfennig              |
| 006  | María Irigoyen                |
| 007  | Pernilla Mendesová            |
| 008  | Alexa Pirok                   |
| 009  | Verena Meliss                 |
| 010  | Lena Hofmann                  |
| 011  | Melanie Hafner                |
| 012  | Carolin Himmel                |
| 013  | Julia Wagner                  |
| 014  | Katharina Schöttl             |
| 015  |                               |
| 016  |                               |

| Pos. | Name                   |
| ---- | ---------------------- |
| 001  | Yvonne Cavalle-Reimers |
| 002  | Oana Gavrilă           |
| 003  | Alena Fomina           |
| 004  | Corinna Dentoni        |
| 005  | Steffi Bachofer        |
| 006  | Tatiana Búa            |
| 007  | Emily Seibold          |
| 008  | Kathrin Wörle-Scheller |
| 009  | Inasse Hamouti         |
| 010  | Fabienne Holz          |
| 011  | Jana Knaab             |
| 012  | Claire Maier           |
| 013  | Solveigh König         |
| 014  | Hannah Hoffmann        |
| 015  | Konstantina Stavraki   |
| 016  | Vivien Kutacova        |

### Ergebnisse
| Datum/Uhrzeit       | Heimmannschaft               | Gastmannschaft               | Matches | Sätze | Spiele |
| ------------------- | ---------------------------- | ---------------------------- | ------- | ----- | ------ |
| Do., 10. Mai 11:00  | Büschl Team TC Großhesselohe | TC BW Vaihingen/Rohr 1       | 4:5     | 9:11  | 76:89  |
| Do., 10. Mai 11:00  | MTTC Iphitos München         | TC Bad Vilbel                | 3:6     | 10:15 | 79:99  |
| Do., 10. Mai 11:00  | GW Luitpoldpark München      | BW DD Blasewitz              | 5:4     | 11:9  | 80:73  |
| Do., 10. Mai 11:00  | TSC Mainz 1                  | spielfrei                    |         |       |        |
| So., 13. Mai 11:00  | TC BW Vaihingen/Rohr 1       | GW Luitpoldpark München      | 4:5     | 10:10 | 82:68  |
| So., 13. Mai 11:00  | BW DD Blasewitz              | MTTC Iphitos München         | 2:7     | 7:15  | 72:105 |
| So., 13. Mai 11:00  | TSC Mainz 1                  | Büschl Team TC Großhesselohe | 5:4     | 11:9  | 80:83  |
| So., 13. Mai 11:00  | TC Bad Vilbel                | spielfrei                    |         |       |        |
| Fr., 18. Mai 13:00  | BW DD Blasewitz              | TC BW Vaihingen/Rohr 1       | 9:0     | 18:1  | 109:21 |
| Fr., 18. Mai 13:00  | MTTC Iphitos München         | TSC Mainz 1                  | 5:4     | 12:9  | 89:76  |
| Fr., 18. Mai 13:00  | TC Bad Vilbel                | GW Luitpoldpark München      | 6:3     | 13:8  | 91:70  |
| Fr., 18. Mai 13:00  | Büschl Team TC Großhesselohe | spielfrei                    |         |       |        |
| So., 20. Mai 11:00  | TC BW Vaihingen/Rohr 1       | MTTC Iphitos München         | 3:6     | 6:13  | 61:90  |
| So., 20. Mai 11:00  | Büschl Team TC Großhesselohe | BW DD Blasewitz              | 2:7     | 4:14  | 57:95  |
| So., 20. Mai 11:00  | TSC Mainz 1                  | TC Bad Vilbel                | 3:6     | 9:13  | 90:94  |
| So., 20. Mai 11:00  | GW Luitpoldpark München      | spielfrei                    |         |       |        |
| So., 10. Juni 11:00 | TSC Mainz 1                  | TC BW Vaihingen/Rohr 1       | 5:4     | 11:10 | 93:80  |
| So., 10. Juni 11:00 | TC Bad Vilbel                | Büschl Team TC Großhesselohe | 9:0     | 18:0  | 108:0  |
| So., 10. Juni 11:00 | GW Luitpoldpark München      | MTTC Iphitos München         | 9:0     | 18:4  | 102:65 |
| So., 10. Juni 11:00 | BW DD Blasewitz              | spielfrei                    |         |       |        |
| So., 17. Juni 11:00 | BW DD Blasewitz              | TSC Mainz 1                  | 5:4     | 12:11 | 82:78  |
| So., 17. Juni 11:00 | Büschl Team TC Großhesselohe | GW Luitpoldpark München      | 7:2     | 14:4  | 97:59  |
| So., 17. Juni 11:00 | TC BW Vaihingen/Rohr 1       | TC Bad Vilbel                | 3:6     | 7:12  | 71:81  |
| So., 17. Juni 11:00 | MTTC Iphitos München         | spielfrei                    |         |       |        |
| So., 24. Juni 11:00 | GW Luitpoldpark München      | TSC Mainz 1                  | 4:5     | 9:11  | 77:81  |
| So., 24. Juni 11:00 | MTTC Iphitos München         | Büschl Team TC Großhesselohe | 1:8     | 3:17  | 47:107 |
| So., 24. Juni 11:00 | TC Bad Vilbel                | BW DD Blasewitz              | 8:1     | 16:3  | 98:38  |
| So., 24. Juni 11:00 | TC BW Vaihingen/Rohr 1       | spielfrei                    |         |       |        |